# Prospero Provana

Stemma concesso nel 1557 a Prospero Provana

Prospero Provana (Collegno, 1520 – Cracovia, 1584) è stato un uomo d'affari, eretico e antitrinitario.

## Biografia

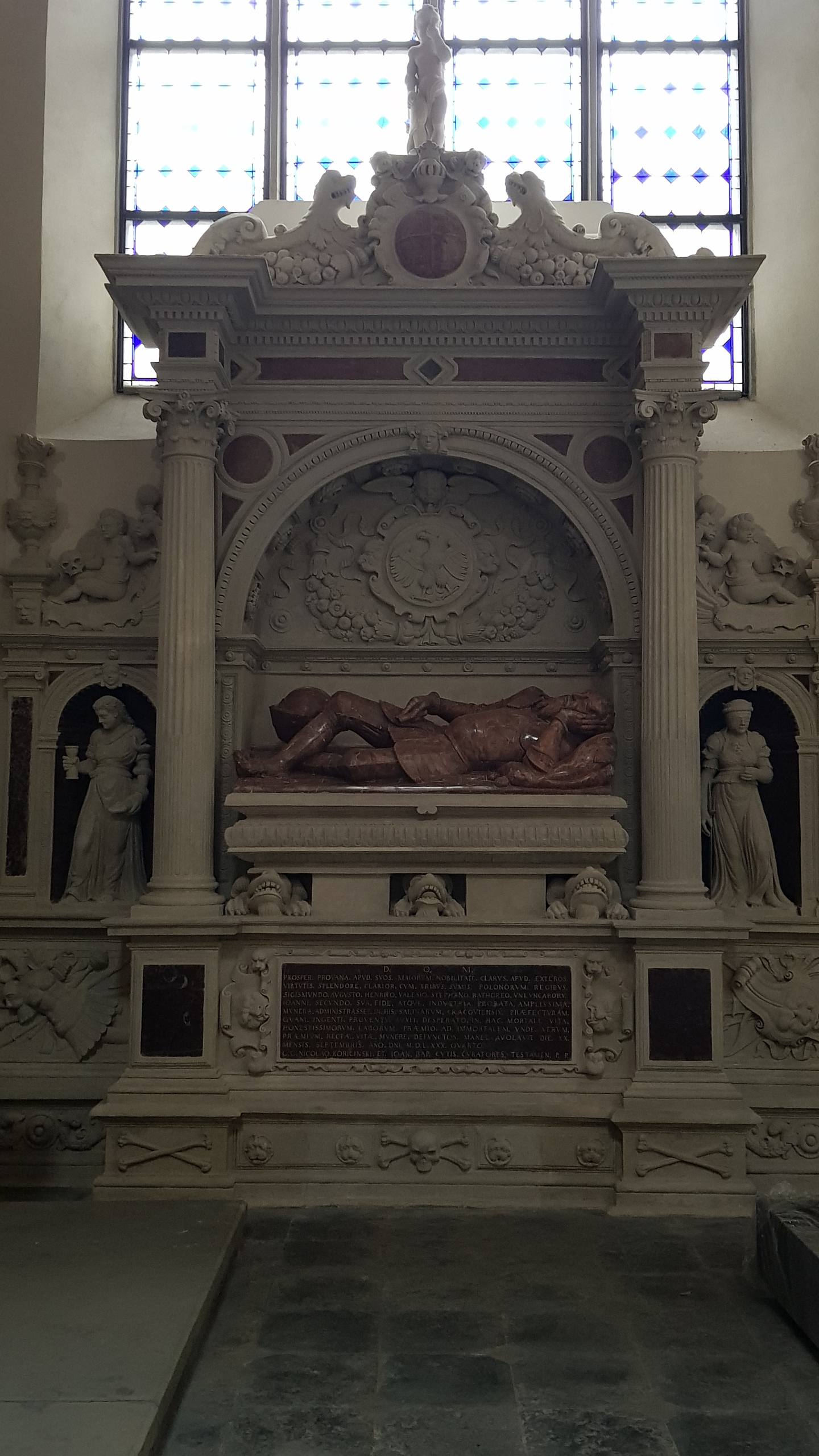
Lapide nella chiesa domenicana di Cracovia

Prospero apparteneva alla stirpe dei Provana ed era imparentato con Celio Secondo Curione. Riparò in Polonia, insieme al fratello Troiano, negli anni cinquanta per sfuggire alla persecuzione dell'inquisizione. 
Fu un pubblico ufficiale polacco e appaltatore delle imposte sul sale, nonché il primo direttore del servizio postale reale polacco, che congiungeva Cracovia a Venezia, organizzato nel 1558 su richiesta del re Sigismondo Augusto.
Nella sua residenza a Cracovia, si sono incontrati i principali sostenitori dell'antitrinitarismo, tra cui Fausto Sozzini e Giovanni Michele Bruto. Nel 1562 il medico eretico Giorgio Biandrata gli regalò i suoi libri. Invitò l'umanista Pietro Stratorio a redigere la prima grammatica della lingua polacca, tradotta in latino e stampata nel 1568 con dedica al vescovo riformato Andrea Dudith-Sbardellati. Nel 1580 ebbe luogo una disputa tra il principale pensatore protestante polacco Jerzy Szoman e il famoso predicatore gesuita Piotr Skarga.
Sigismondo Augusto gli concesse il privilegio di gestire il servizio postale il 18 ottobre 1558. L'ufficio postale doveva gestire le corse cadenzate con cavalli. Anche i privati potevano usarlo, nonostante il costo elevato imposto dal monarca. Tuttavia Provana entrò rapidamente in conflitto con la famiglia Thurn und Taxis, che controllava i collegamenti postali in Austria, Ungheria e Italia. Ciò portò alla revoca del monopolio postale dopo quattro anni. Il servizio postale fu poi affidato al gestore della posta imperiale in Tirolo, Cristoforo de Taxis (1562), quindi a Pietro Maffon (1564) di Brescia.
Negli anni '70 del XIX secolo divenne uno staroste. Ebbe dal re Stefano I Báthory la direzione delle saline di Cracovia; con la sua gestione le miniere di Wieliczka ebbero grande sviluppo.
Il monopolio delle saline gli rese più facile condurre progetti di produzione di birra privati. Insieme a un ebreo, Joachim di Brest-Litovsk, costruì una salina a Będzin e nella vicina Ujejscu. Questa attività, sostenuta da Stefano Báthory, che proibiva l'esportazione del sale di Wieliczka in Slesia, portò profitti al successore di Provana come staroste.
Nella sua casa di Cracovia avvenne una famosa disputa tra Jerzy Szoman attivista riformatore con il gesuita Piotr Skarga. In questo elegante palazzo sono stati ospitati importanti antitrinitari italiani, tra i quali Giorgio Biandrata, Bernardino Ochino, Giovanni Alciato, Fausto Sozzini e Giovanni Valentino Gentile.
Il nunzio apostolico in Polonia Giovanni Andrea Caligari nel 1581 cercò di indurre Andrea Dudith-Sbardellati e Prospero Provana a rientrare in seno alla Chiesa cattolica mediante l'intercessione di Giovanni Michele Bruto.
Nel giugno 1584, poco prima di morire, abiurò e si riconciliò col cattolicesimo.
È sepolto nella chiesa domenicana di Santa Trinità a Cracovia, dove è stata conservata la sua lapide manierista.